# IC 2161
IC 2161 — галактика типу GCL (кулясте скупчення) у сузір'ї Столова Гора.
Цей об'єкт міститься в оригінальній редакції індексного каталогу.